# حكيم عبد العزيز
حكيم عبد العزيز (بالهندية: हाकिम अब्दुल अजीज؛ بالإنجليزية: Hakim Abdul Aziz) هو طبيب هندي، ولد في 1855 في لكناو في الهند، وتوفي بنفس المكان في 1911.